# Tapinocyba lindrothi
Tapinocyba lindrothi là một loài nhện trong họ Linyphiidae.
Loài này thuộc chi Tapinocyba. Tapinocyba lindrothi được miêu tả năm 1954 bởi Hackman.